# مالیخ
مالیخ (به لاتین: Malykh) یک منطقه مسکونی در جمهوری آذربایجان است که در شهرستان اغوز واقع شده‌است.